# 鑽石心 (艾倫·沃克歌曲)
"鑽石心" （英語:"Diamond Heart")是一首由英國挪威混血的音樂製作人 和 DJ : 艾倫·沃克和瑞典的詞曲歌手: Sophia Somajo共同製作。這首歌在2018年9月28日由MER Musikk發行。有兩個混音版本是官方釋出的，一個是: Syn Cole還有另外一個是: Dzeko

## 背景
這首歌曲第一次被播出是在沃克的2017的比利時的明日島 ，此曲為一首抒情歌曲。

## 歌曲結構
《公告牌》提到：“沃克彈跳的節奏和Sophia Somajo的“Bullet Proof”(防弹)表演略帶了熱帶風情。”

## 評論
We Rave You 評論說：“這首歌從一開始就充滿氣氛，曲目以 Somajo 令人難以忘懷的嗓音為中心，毫不費力地將令人上癮的聲音和曲目交織在一起”。 EDM Sauce 則說：“沃克的突破性的打擊帶來了快樂、朗朗上口的感覺，這首歌聽完一遍就會想讓人不斷的再重復聽。”

## 官方影片
"鑽石心"的官方影片為World Of Walkers三部曲的第三章，同時也是最終章，而官方影片的導演則是: Kristian Berg負責.

### 每週榜單
| 榜單 (2018–2019)                             | 榜上 最高排名 |
| -------------------------------------------- | ------------- |
| 奥地利（Ö3四十强单曲榜）                     | 56            |
| 比利时佛兰德（Ultratop五十强单曲榜）         | 29            |
| 比利时瓦隆（Ultratip榜外單曲榜）             | 4             |
| 芬兰（芬蘭官方單曲榜）                       | 2             |
| 德国（德國官方單曲榜）                       | 89            |
| 匈牙利（四十強單曲榜）                       | 12            |
| 荷兰（荷蘭四十強單曲榜）                     | 9             |
| 荷兰（百强单曲榜）                           | 27            |
| 挪威（世道單曲榜）                           | 1             |
| 波蘭（波蘭百大電台榜）                       | 8             |
| 瑞典（瑞典最熱榜）                           | 11            |
| 美國（《告示牌》Hot Dance/Electronic Songs） | 28            |

## 認證
| 地區                                 | 认证    | 认证单位/销量 |
| ------------------------------------ | ------- | ------------- |
| 加拿大（加拿大音乐协会）             | 金      | 40,000‡       |
| 波兰（波蘭音像製造商協會）           | 白金    | 20,000‡       |
| 瑞士（國際唱片業協會瑞士分会）       | 金      | 10,000‡       |
| 串流                                 |         |               |
| 瑞典（瑞典唱片業協會）               | 2× 白金 | 16,000,000†   |
| ‡僅含認證的+實際銷量 †僅含認證的銷量 |         |               |